# Chondrocladia lyra
Chondrocladia lyra Lee, Reiswig, Austin & Lundsten, 2012 è una spugna della famiglia Cladorhizidae, scoperta nel 2012 al largo delle coste della California da un gruppo di ricercatori del Monterey Bay Aquarium Research Institute (MBARI).
Utilizzando dei sottomarini a comando remoto questa équipe è riuscita a filmare nelle profondità dell'oceano una colonia di spugne non ancora identificate e classificate. Questi organismi a differenza della maggior parte dei poriferi non si nutrono di batteri o residui organici caduti sul fondo, ma sono carnivori.

## Descrizione
Nota anche come "spugna lira" o "spugna arpa" a causa della sua somiglianza con questi strumenti musicali, Chondrocladia lyra ha una forma simmetrica e regolare. 
La sua struttura è formata da due a sei alette orientate ad angoli regolari che formano strutture multiradiali composte da un ramo orizzontale che fa da supporto a più rami verticali paralleli. Questa sviluppata struttura simile a un candelabro permette alla spugna arpa di aumentare la superficie di esposizione alle correnti. Le strutture sono coperte da filamenti dotati di spicole a forma di uncino, utili per la cattura degli organismi di cui si nutrono. All'estremità dei bracci verticali vi sono escrescenze sferiche, collegate alla riproduzione. La spugna si fissa al terreno melmoso del fondale con radici specializzate (rizoidi)  per ancorarsi al suolo. Di tutti i campioni analizzati il più grande arrivava a misurare 60 cm di lunghezza.

## Biologia

### Alimentazione
Chondrocladia lyra è una spugna carnivora che utilizza filamenti dotati di spicole a forma di uncino, per catturare piccoli crostacei. Una volta catturata la preda, questa viene avvolta in un secreto digestivo e poi frammentata in piccole parti digeribili.

### Riproduzione
Le sfere poste all'estremità delle branche della spugna arpa contengono pacchetti di sperma, chiamati spermatofori, che vengono rilasciati all'esterno e trasportati dalle correnti fino a raggiungere un'area ricca di uova intorno alla porzione mediale delle escrescenze di un'altra spugna arpa. I pacchetti di sperma a questo punto fecondano le uova della spugna ospite che nella loro maturazione ingrossano formando sporgenze all'estremità dei rami. L'ampia superficie della spugna ottimizza le probabilità di successo della riproduzione.

## Distribuzione e habitat
Chondrocladia lyra è stata scoperta a oltre 3.000 metri di profondità nell'oceano Pacifico al largo delle coste della California, ma potrebbe avere un areale molto più vasto.